# ديفيد ليفلي
ديفيد ليفلي (بالإنجليزية: David Lively)‏ هو عازف بيانو أمريكي، ولد في 27 يونيو 1953 في أيرنتون في الولايات المتحدة.